# Nico & Vinz
Nico & Vinz è un duo di cantanti composto da Nicolas "Nico" Sereba e Vincent "Vinz" Dery. Si è formato nel 2009 come Envy e sono originari di Oslo. Hanno cambiato il loro nome in Nico & Vinz a gennaio 2014 dopo il successo internazionale di Am I Wrong.

## Carriera musicale

### 2010–11: Formazione e debutto come Envy
Nico Sereba (Norvegia) e Vincent Dery (Ghana) hanno creato la loro musica come una fusione di generi diversi come pop, reggae e soul. Hanno vinto il primo posto al Taubertal Open Air Festival "Emergenza Festival" per i nuovi artisti emergenti. In seguito a questo successo, il duo ha prodotto il mixtape Dreamworks: Why Not Me con il nome di Envy. I materiali sono stati resi disponibili anche on-line attraverso WiMP.
Nel giugno 2011 il duo ha pubblicato il loro singolo di debutto One Song con il nome di Envy. La canzone ha raggiunto il picco del numero 19 sulle classifiche norvegesi.

### 2012:The Magic Soup and the Bittersweet Faces
Envy hanno pubblicato il loro primo album The Magic Soup e la Bittersweet Faces il 27 aprile 2012, con un picco al numero 37 sugli album norvegesi. One Song è stata messa in vendita come primo singolo estratto dall'album piazzandosi al numero 19 delle classifiche norvegesi.

### 2013–presente:Am I Wrongsuccesso internazionale (Nico & Vinz)
In aprile 2013 esce il singolo Am I Wrong con il nome di Envy. Nel mese di gennaio 2014, il duo ha cambiato il loro nome da Envy a Nico & Vinz, in coordinamento con la loro firma a Warner Bros. Records negli Stati Uniti, per evitare di essere confusi con altri artisti con un nome simile. Con il successo internazionale del singolo, il duo ha cambiato i crediti del singolo per il nuovo nome adottato. La canzone ha raggiunto il picco al numero 2 sulle classifiche dei singoli norvegesi e la canzone ha raggiunto il poi il numero 2 sulle classifiche danesi e il numero 2 su quelle svedesi. Ha inoltre raggiunto il numero 1 nell'American Top 40 Charts.
Il secondo singolo è In Your Arms, che hanno presentato in Norvegia, Danimarca e Svezia.
When the Day Comes è stata messa in vendita nell'ottobre 2014. Il singolo è stato inserito nella soundtrack ufficiale di FIFA 15.
Nel 2014 il loro talento viene riconosciuto dal grande pubblico e infatti ricevono il premio Spellemannprisen, una sorta di Grammy Awards norvegese, nella categoria Spellemann dell'anno.

## Discografia

### Album in studio
- 2012 – The Magic Soup and the Bittersweet Faces (come Envy)
- 2014 – Black Star Elephant (come Nico & Vinz)[5]
- 2021 - Don’t Be Afraid (come Nico & Vinz)

### Mixtape
- 2010 – Dreamworks: Why Not Me (come Envy)

### Singoli
- 2011 – One Song (come Envy)
- 2013 – Am I Wrong (come Envy, cambiato in Nico & Vinz nel 2014)
- 2014 – In Your Arms
- 2014 – When the Day Comes